# Programma Phobos
Il Programma Phobos è stata una missione spaziale senza equipaggio costituita da due sonde, lanciate dall'Unione Sovietica nel 1988 per studiare il pianeta Marte ed i suoi satelliti Fobos e Deimos. Entrambe le sonde subirono delle avarie critiche. Il progetto un'evoluzione del precedente Programma Venera.
Phobos 1 venne lanciata il 7 luglio e Phobos 2 il 12 luglio 1988 con un vettore Proton. La massa era di 2600 kg. Phobos 2 fu un orbiter e scattò 38 immagini con una risoluzione di 40 m.
Il programma fu il frutto di una cooperazione di 14 nazioni, tra cui, oltre all'Unione Sovietica: Svezia, Svizzera, Austria, Francia, Germania Ovest e Stati Uniti d'America.

## Obiettivi
Gli obiettivi delle missioni Phobos erano:
- studiare l'ambiente interplanetario
- effettuare osservazioni del Sole
- caratterizzare il plasma presente nelle vicinanze di Marte
- effettuare studi dell'atmosfera
- studiare la composizione della superficie di Fobos

## Phobos 1
La sonda Phobos 1 operò normalmente fino al 2 settembre 1988 quando una prevista sessione di comunicazione non avvenne.
I contatti non vennero mai più stabiliti a causa di un errore nel software inviato alla sonda il 29 e 30 agosto che disattivò i propulsori di assetto. Per questo motivo la sonda perse l'orientamento con il Sole e, non potendo orientare i suoi pannelli solari, scaricò le sue batterie.
Le istruzioni del software facevano parte di una routine che veniva usata durante i test a terra e normalmente sarebbe dovuta essere rimossa prima del lancio. Tuttavia il software era contenuto nelle memorie PROM e la rimozione del codice avrebbe richiesto la sostituzione dell'intero computer. A causa dei tempi di lancio molto stringenti gli ingegneri decisero di lasciare la sequenza di comando pensando che non sarebbe mai stata utilizzata.
Tuttavia un singolo carattere sbagliato nella sequenza di aggiornamento causò l'esecuzione di questa routine con la seguente perdita della sonda.

## Phobos 2
La sonda Phobos 2 operò normalmente durante il percorso verso il pianeta Marte. Si inserì in orbita il 29 gennaio 1989 raccogliendo dati sul Sole sull'ambiente interplanetario su Marte e il satellite Fobos. Il 28 marzo, poco dopo la fase finale della missione durante la quale la sonda si sarebbe dovuta avvicinare a Fobos e rilasciare due lander, vennero persi i contatti.

## Sistemi e sensori
Le sonde trasportavano diversi strumenti: telescopi a raggi-X e ultravioletti, uno spettrometro a neutroni e il radar Grunt progettato per lo studio delle strutture superficiali di Fobos.
Il lander possedeva un Alpha Proton X-Ray Spectrometer (APXS) per fornire informazioni sulla composizione chimica degli elementi della superficie, un sismometro per determinare la struttura interna e un penetratore con sensori di temperatura e un accelerometro per studiare le proprietà meccaniche e fisiche della superficie.
Lo spettrometro ad infrarosso effettuò 30 000 scansioni nell'infrarosso vicino (da 0,75 a 3,2 µm) nelle aree equatoriali di Marte, con una risoluzione spaziale da 7 km a 25 km e 400 scansioni di Fobos con risoluzione di 700 m. Queste osservazioni permisero di ottenere le prime mappe mineralogiche del pianeta e del satellite.